# Колонада Лувру
48°51′37″ пн. ш. 2°20′23″ сх. д. / 48.860139311681° пн. ш. 2.3396251097783° сх. д.
Колонада Лувру або Колонада Перро(англ. Perrault's Colonnade) — відомий зразок архітектури Франції доби класицизму 17 ст.

## Історія проєкту

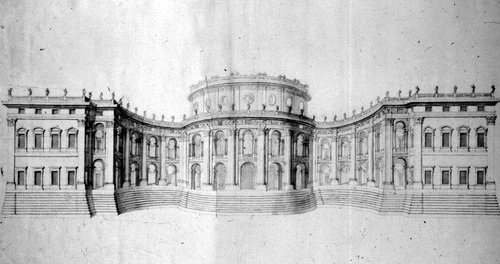
Лоренцо Берніні. Проєкт добудов до палацу Лувр, варіант 1650-х рр.

Бароковому майстру папського Рима Лоренцо Берніні були замовлені добудови до палацу Лувр (тепер Східний фасад). Берніні поїхав у Париж з кресленнями та бароковою моделлю майбутньої добудови. Митці Франції зробили все можливе і неможливе, аби зашкодити і зірвати виконання проєкту конкурентом. Берніні змусили виїхати геть. Офіційно бароковий стиль у Франції — було закрито.
В Парижі за наказом короля 1667 року створили комісію з приводу прибудови до королівського палацу Лувр. Іноді цю комісію називають конкурсом, аби згадати про проєкт фасаду, створений також Лоренцо Берніні.
До складу комісії увійшли Луї Лево, Шарль Лебрен, Клод Перро, всі французи. Клод Перро вже мав авторитет знавця античної архітектури, позаяк виступив перекладачем творів давньоримського архітектора Вітрувія. За припущеннями, вирішальним був проєкт, запропонований Клодом Перро.

## Опис фасаду з колонадою
Його проєкт був настояний на настановах народженого французького класицизму 17 ст. Протяжна і симетрична споруда мала п'ять частин. В центрі парадна частина, що нагадувала давньоримські арки з порталом. Корпус закінчували окремі споруди, котрі у Франції називали павільйонами. Всі частини поєднували протяжні галереї, відкриті у простір другим поверхом. Галереї з подвоєних коринфських колон спирались перший поверх, котрий контрастував з пишним другим підкресленою бідністю декору. Водночас Східний фасад Лувру мав надто вишуканий і елегантний характер унікального створіння, котрий почали сприймати як черговий зразок французького стиля.

## Подальша історія і впливи
Споруда в Парижі тривалий час залишалась недобудованою. Це неподобство тривало до приходу до влади у Франції Наполеона Бонапарта. Заклопотаний підвищенням власного авторитета, Наполеон наказав закінчити прибудову за проєкт Клода Перро. Таким чином, прибудова стала черговим довгобудом в Парижі.
Але проєктне рішення архітектора 17 ст. не пропало, а почало сприйматися зразковим у середовищі архітекторів і аристократів інших країн, бо останні сприймали новини паризького життя і королівського побуту як модні зразки, гідні прикрасити і їх побут.

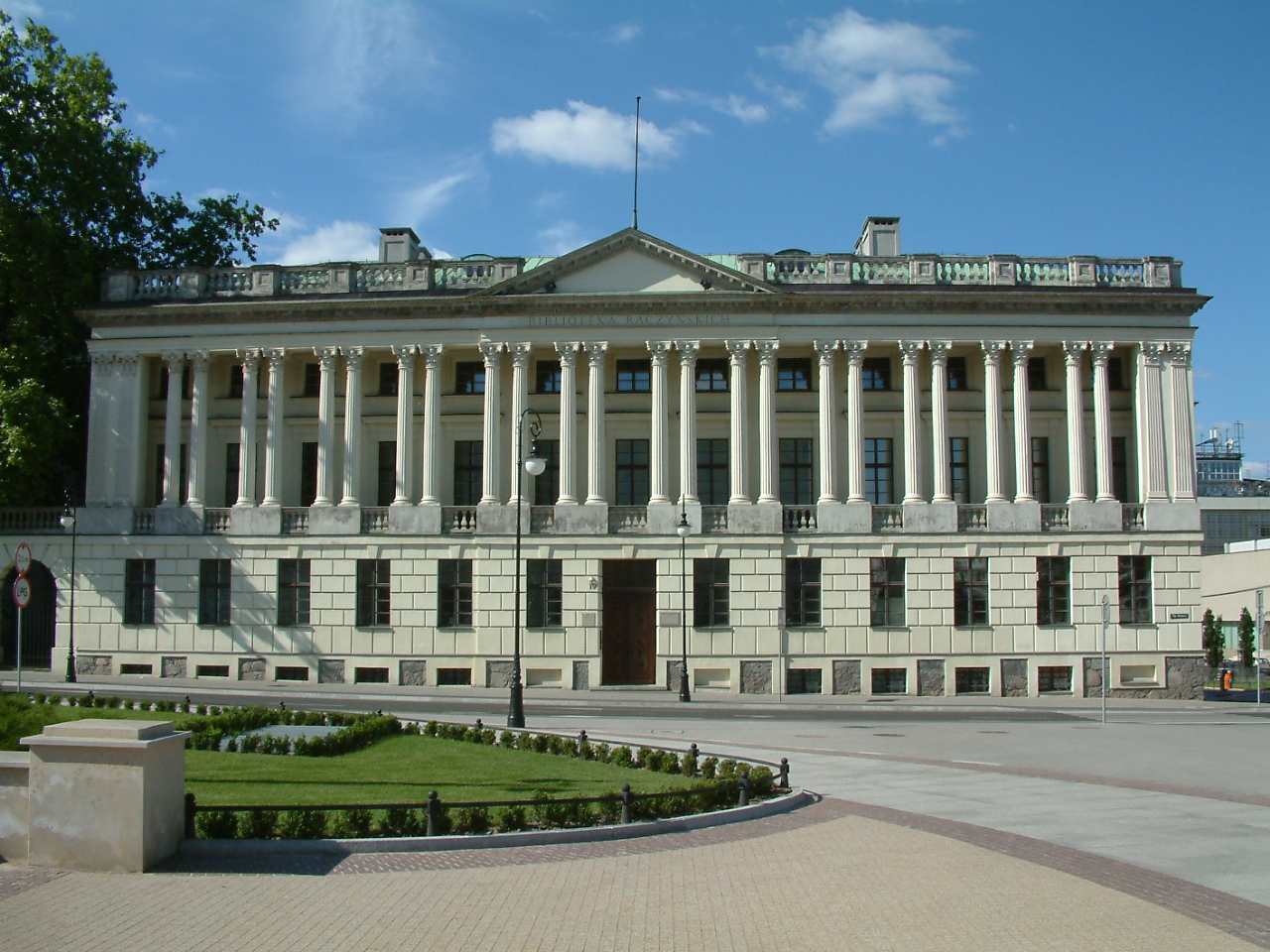
Бібліотека Рачинського у Познані, головний фасад після відновлення

Точних копій східного фасаду палацу Лувр не було. Але мотив подвоєних колон відкритої колонади другого поверху став модним архітектурним мотивом. Найбільш близько до паризького зразка був створений фасад бібліотеки Рачинського, вибудований з меценатською метою польським аристократом у місті Познань. Фасад бібліотеки Рачинського позбавлений бічних павільйонів паризького зразка, а пишний портал у центрі замінений на надзвичайно спрощений його натяк.
Мотив подвоєних колон також сподобався у середовищі архітекторів Сполучених Штатів, що були в полоні настанов пізнього класицизму і академізму у 19 столітті. Створенням нового стиля вони не були заклопотані, а у межах еклектичних стилів копіювали або використовували історично престижні зразки Західної Європи — в проєктних рішеннях, в реальній архітектурній практиці, в скульптурі, в декорі офіційних і приватних споруд. Будівельний бум 19 ст. у Сполучених Штатах супроводжувався масштабним державотворенням — при використанні західноєвропейських художніх знахідок. Серед запозичень опинились зразки раннього і пізнього класицизму і не найкращі зразки академізму. Доходило до точного копіювання тріумфальних арок давньоримських імператорів, що було вже справжнім анахронізмом і визнанням власної неспроможності запропонувати оригінальні рішення.
Серед запозичень опинився і мотив подвоєних колон та відкритої у простір колонади, котрі запропонував французький архітектор Клод Перро. Мотив використаний у декількох офіційних спорудах Сполучених Штатів, серед них —
- Капітолій у місті Вашингтон
- Музей мистецтва Метрополітен, головний фасад
- Військовий меморіал оперного театру, Сан-Франциско, Каліфорнія.

## Історичні зображення

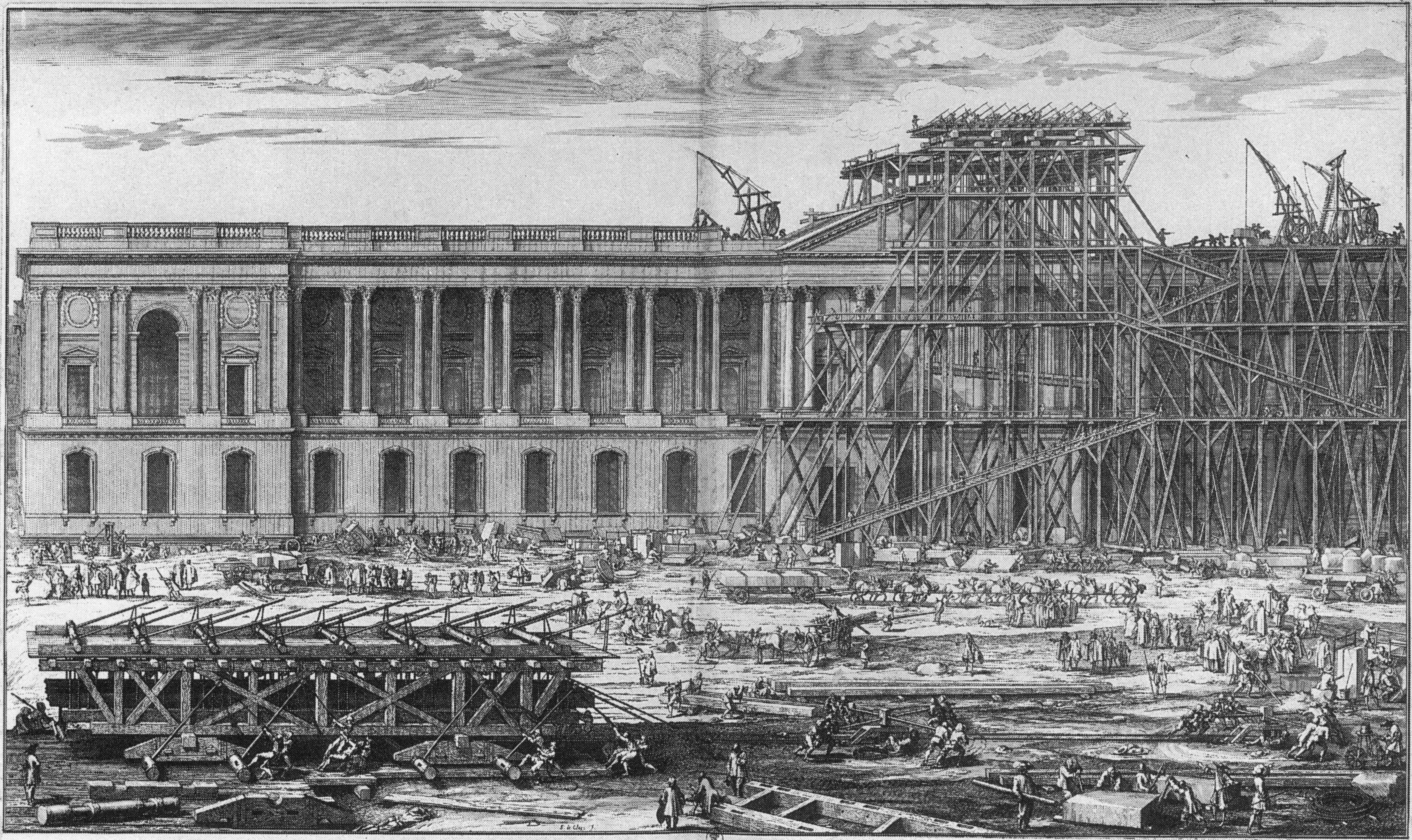
Гравер Себастьян Леклерк. Створення фронтону колонади Лувру. Замальовка 1674 р., гравюра 1677 р.

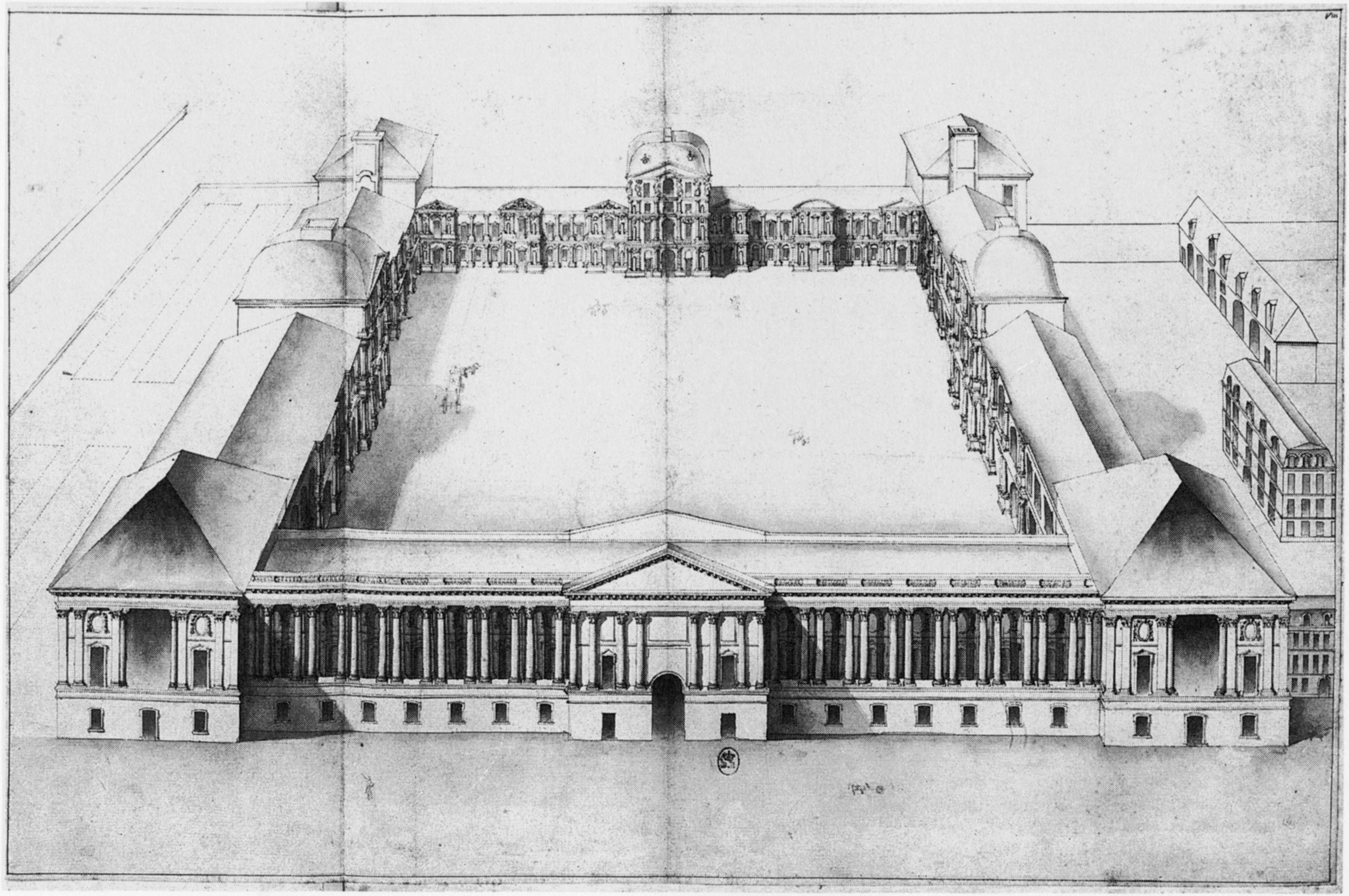
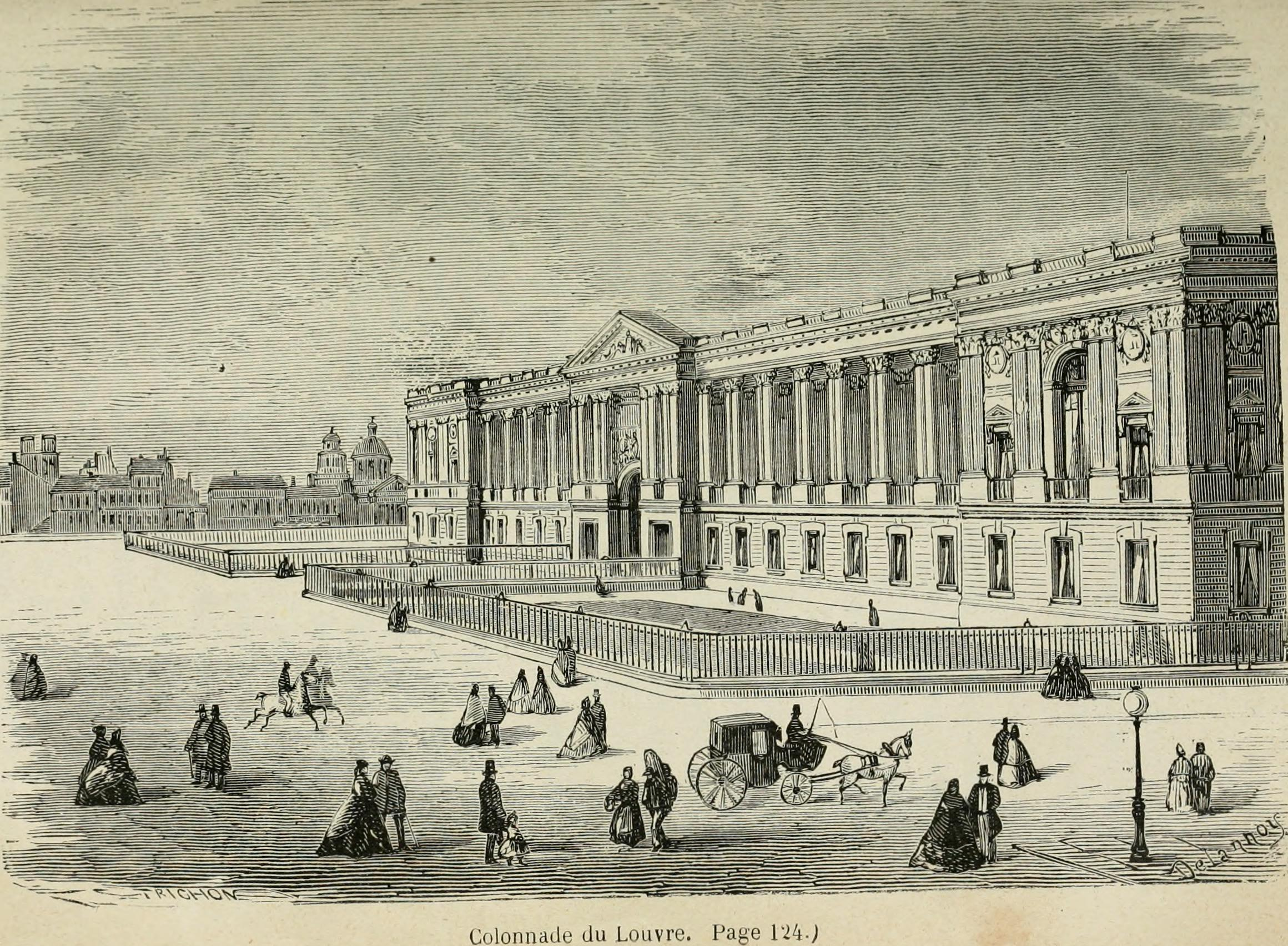
Гравюра 1867 року.
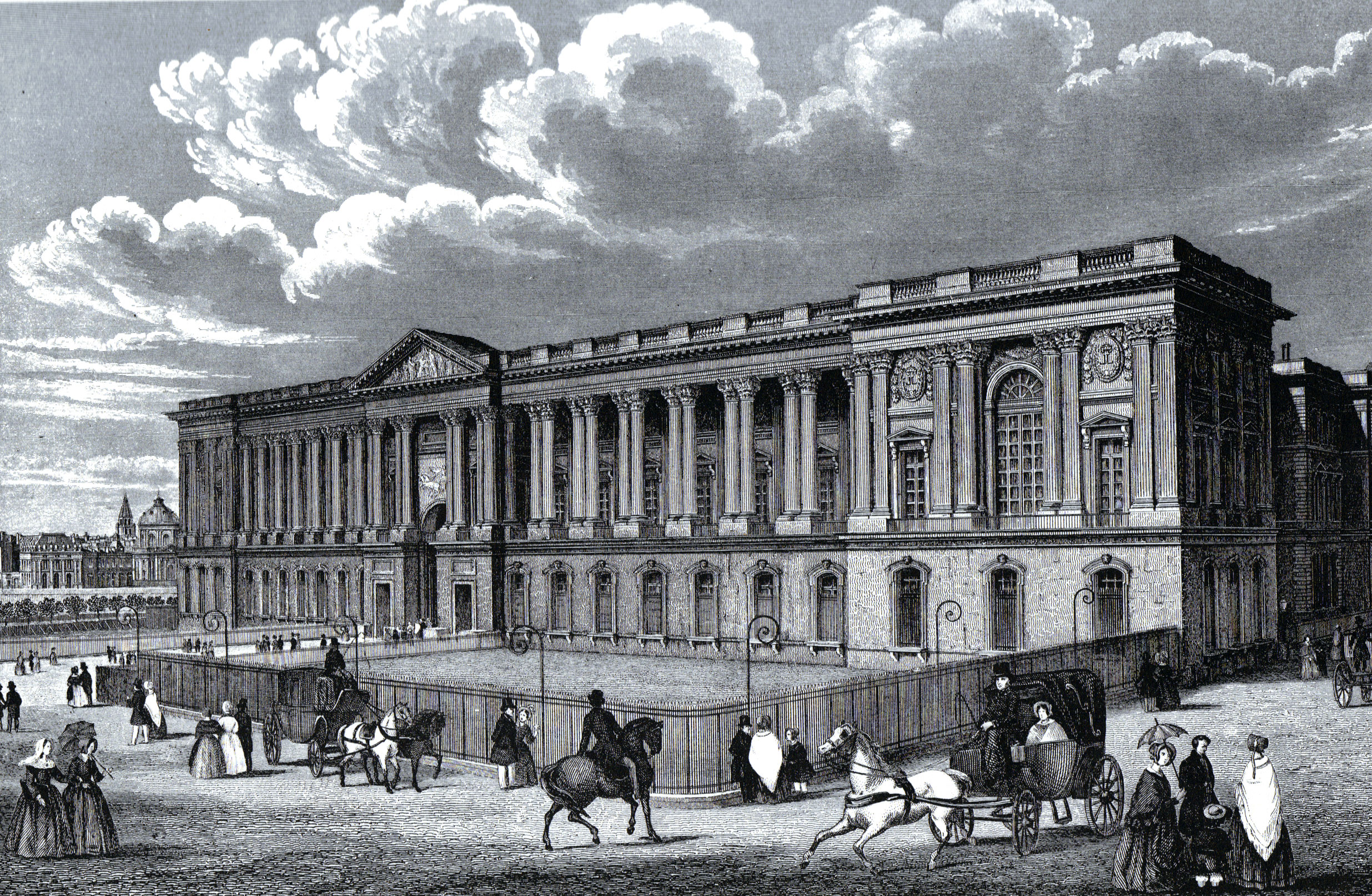
Гравюра 1845 року.
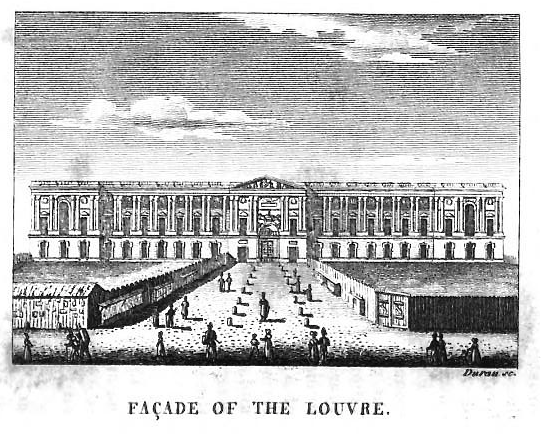
Гравюра 1822 року.